# 義風堂堂！！兼續和慶次
《義風堂堂！！兼續和慶次》是由原哲夫、堀江信彦担任原作，武村勇治作画的日本漫画。其改编電視動畫於2013年7月2日至12月17日在東京電視台播放。

## 登場角色

### 主角
直江兼續
（樋口与六 → 樋口兼續 → 直江兼續）
配音員：浪川大輔、杉田智和（戰國大戰）
茂助
配音員：川本成
中西次郎坊
配音員：鄉田穗積

### 樋口家
樋口兼豐
配音員：福田信昭
（樋口惣右衛門→樋口兼豊）
直江兼續的實父。

### 直江家
阿船
直江景綱的女兒，直江兼續的表姐。在信綱死後再嫁給兼續。薙刀的名手。
直江景綱
配音員：楠見尚己

### 上杉家

#### 一門
上杉景勝
配音員：安元洋貴／鷄冠井美智子（幼年期）
上杉謙信
配音員：寺杣昌紀
仙桃院
配音員：高橋理惠子
上杉謙信的姊姊。長尾政景的正室，景勝的親生母親。
上杉景虎
謙信的養子，景勝的義兄弟。
長尾政景
坂戶城城主。

#### 上杉家的家臣
泉澤久秀
（泉澤又五郎 → 泉澤久秀）
遠山康光

### 戰國大將們

#### 織田家
織田信長
配音員：山寺宏一
前田利家（前田利家）
配音員：廣田行生
柴田勝家
手取川之戰的織田軍指揮官。

### 其他
前田慶次（前田慶次）
配音員：佐藤拓也
藤田信吉（藤田信吉）
配音員：立木文彦
豐臣秀吉（豊臣秀吉）
配音員：上田燿司
石田三成（石田三成）
配音員：加藤和樹
旁白（ナレーション）
配音員：吉川晃司

## 电视动画

### 制作团队
- 原作：原哲夫[1]・堀江信彦
- 漫画：武村勇治（月刊コミックゼノン連載中）[1]
- 总監督：原哲夫[1]
- 監督：[1]
- 系列構成・脚本：今川泰宏[1]
- 动画角色设计・総作画監督：河南正昭[1]
- 作画監督：岡戸智凱
- 美術監督：羽根広舟
- 色彩設計：松本真司
- 撮影監督：川口正幸
- 編集：松村正宏
- 音響監督：平光琢也
- 音楽：KAZSIN[1]
- 动画制作：Studio DEEN[1]
- 企画・製作：ノース・スターズ・ピクチャーズ（日语：コアミックス）

### 主題曲
片頭曲
作詞：吉川晃司、jam；作曲、演唱：吉川晃司；編曲：菅原弘明
片头曲“The Sliders”
演唱：吉川晃司
片尾曲
作詞、作曲、編曲：石塚玲依；演唱：直江兼續（浪川大輔）、前田慶次（佐藤拓也）
片尾曲“Last Moment”
作词：渡辺徹、BOUNCEBACK；作曲：渡辺徹；編曲：ats-；演唱：若井友希 from i☆Ｒｉｓ

### 各話列表
| 話數       | 日語標題 | 中文標題           | 劇本     | 分鏡             | 演出     | 作畫監督                               | 總作畫監督 |
| ---------- | -------- | ------------------ | -------- | ---------------- | -------- | -------------------------------------- | ---------- |
| 第一話     |          | 兼續與慶次         | 今川泰宏 | ボブ白旗         | 吉田俊司 | 河南正昭                               | 河南正昭   |
| 第二話     |          | 兼續之義           | 今川泰宏 | 鈴木行           | 鈴木芳成 | 津明、安形佳己 本間充                  | 河南正昭   |
| 第三話     |          | 慶次之義           | 今川泰宏 | ボブ白旗         | 吉田俊司 | 岩井優器                               | 河南正昭   |
| 第四話     |          | 佐渡上陸！         | 今川泰宏 | 齋藤德明         | 齋藤德明 | 青井清年、管振宇                       | 河南正昭   |
| 第五話     |          | 佐渡攻略           | 今川泰宏 | 藤原良二         | 高田昌宏 | 南伸一                                 | 河南正昭   |
| 第六話     |          | 上杉之義           | 今川泰宏 | 又野弘道         | 又野弘道 | 門智明、幸野浩二 小沼克介              | 河南正昭   |
| 第七話     |          | 月下淺談真實       | 今川泰宏 | 川瀨敏文         | 關田修   | 小田真弓、鎌田均                       | 河南正昭   |
| 第八話     |          | 戰人之風           | 今川泰宏 | 鈴木行           | 鈴木芳成 | 管振宇、SEO JUNG-HA                    | 河南正昭   |
| 第九話     |          | 傾奇者 與六！      | 今川泰宏 | 佐山聖子         | 吉田俊司 | 岩井優器、大木賢一 中嶋忠二            | 河南正昭   |
| 第十話     |          | 薄雲的傾奇         | 今川泰宏 | 友田政晴         | 友田政晴 | 青井清年、小川一郎 山形孝二            | 河南正昭   |
| 第十一話   |          | 與天下人的謁見     | 今川泰宏 | ふじわらりょうじ | 高田昌宏 | 南伸一郎                               | 河南正昭   |
| 第十二話   |          |                    | 今川泰宏 | 齋藤德明         | 齋藤德明 | 管振宇、SEO JUNG-HA 山形孝二、安形佳己 | 河南正昭   |
| 第十三話   |          | 戰人與兵法家       | 今川泰宏 | ふじわらりょうじ | 關田修   | 鎌田均、小田真弓                       | 河南正昭   |
| 第十四話   |          | 男子漢們的酒語     | 今川泰宏 | 今川泰宏         | 木野目優 | 中嶋忠二                               | 河南正昭   |
| 第十五話   |          | 大谷吉繼之仁       | 今川泰宏 | 鈴木行           | 門智昭   | 鈴木芳成                               | 河南正昭   |
| 第十六話   |          | 笛之軍師           | 今川泰宏 | 名村英敏         | 高田昌宏 | 南伸一郎、中嶋忠二                     | 河南正昭   |
| 第十七話   |          | 井伊的紅鬼         | 今川泰宏 | 鈴木行           | 日下直義 | 小沼克介、安形佳己 青井清年            | 河南正昭   |
| 第十八話   |          | 伊達的死裝束       | 今川泰宏 | 西本由紀夫       | 吉田俊司 | 岩井優器、淺井昭人                     | 河南正昭   |
| 第十九話   |          |                    | 今川泰宏 | 又野弘道         | 又野弘道 | 山形孝二、安形佳己                     | 河南正昭   |
| 第二十話   |          | 魔物               | 今川泰宏 | 藤原良二         | 關田修   | 小田真弓、鎌田均                       | 河南正昭   |
| 第二十一話 |          | 滅亡與牽絆         | 今川泰宏 | 鈴木行           | 鈴木芳成 | 小川一郎、李小雷                       | 河南正昭   |
| 第二十二話 |          | 菩薩像的所在處     | 今川泰宏 | 川瀨敏文         | 高田昌宏 | 南伸一郎、中嶋忠二                     | 河南正昭   |
| 第二十三話 |          | 武士應死之場所     | 今川泰宏 | 齋藤德明         | 齋藤德明 | 幸野浩二、門智明                       | 河南正昭   |
| 第二十四話 |          | 前往高野山         | 今川泰宏 | 藤原良二         | 日下直義 | 安形佳己、青井清年                     | 河南正昭   |
| 第二十五話 |          | 說不盡的男子漢故事 | 今川泰宏 |                  | 、關田修 | 小田真弓、山形孝二 鎌田均、            | 河南正昭   |

### 播放電視台
日本深夜動畫：下文記載的日本国内播放時間使用日本標準時間（UTC+9）表示。因為部分時間标识會採用30小时制，因此請留意这类超过24:00的时间，其實際播放時間為翌日清晨。
| 播放地區   | 播放電視台 | 播放日期       | 播放時間             | 播放系列       | 備註 |
| ---------- | ---------- | -------------- | -------------------- | -------------- | ---- |
| 關東廣域圈 | 東京電視台 | 2013年7月2日－ | 星期二 25:40 - 26:10 | 東京電視台系列 |      |
| 愛知縣     | 愛知電視台 | 2013年7月3日－ | 星期三 26:35 - 27:05 | 東京電視台系列 |      |
| 大阪府     | 大阪電視台 | 2013年7月5日－ | 星期五 26:10 - 26:40 | 東京電視台系列 |      |

| 日本 東京電視台 星期二 25:40 - 26:10 節目 | 日本 東京電視台 星期二 25:40 - 26:10 節目         | 日本 東京電視台 星期二 25:40 - 26:10 節目 |
| ----------------------------------------- | ------------------------------------------------- | ----------------------------------------- |
|                                           | 義風堂堂！！兼續和慶次 （2013年7月2日－12月17日） |                                           |
| DD北斗之拳                                | HAMATORA ─超能偵探社─                             |                                           |

## 外部連結
- （日語）漫畫｜「義風堂堂！！直江兼續 前田慶次酒語」 （页面存档备份，存于）
- （日語）《義風堂堂！！兼續和慶次》動畫官網 （页面存档备份，存于）
- （日語）《義風堂堂！！兼續和慶次》東京電視台官網 （页面存档备份，存于）
- （日語）動畫「義風堂堂！！-兼續和慶次-」公式的X（前Twitter）
- （日語）動畫「義風堂堂 兼續和慶次」的Facebook專頁
- （简体中文）优酷独播专区 （页面存档备份，存于）
- （简体中文）土豆网独播专区 （页面存档备份，存于）